# Hermetia laglaizei
Hermetia laglaizei är en tvåvingeart som beskrevs av Jacques-Marie-Frangile Bigot 1887. Hermetia laglaizei ingår i släktet Hermetia och familjen vapenflugor. Inga underarter finns listade i Catalogue of Life.